# النادي الأهلي المصري للهوكي
النادي الأهلي للهوكى تعتبر لعبة الهوكي أحد اقدم الالعاب التي تمت ممارستها في مصر فهي تُلعب في مصر منذ مطلع القرن الماضي. عُرف فريق الاهلي بكثرة الألقاب باللعبة في اربعينات وخمسينات القرن الماضي سيطرة تامة قبل ان تدفعه الظروف الاقتصادية وحرب 1967 وما تلاها من توقف النشاط الرياضي وندرة مصادر الدخل للنادي الأهلي لالغاء هذه اللعبة من قائمة النادي بحثا عن تقليل النفقات.

## بطولات وإنجازات الفريق
- بطولة الدوري الممتاز : (9)

1943/44 - 1946/47 - 1947/48 - 1949/50 - 1950/51 - 1951/52 - 1952/53 - 1956/57
كانت البطولة في الاربعينات تعرف باسم بطولة المملكة المصرية أو بطولة القطر وبعد قيام ثورة 1952 كانت تعرف باسم بطولة الجمهورية
- دوري القاهرة (7 مرات) :1943/44 - 1944/45 - 1946/47 - 1947/48 - 1949/50 - 1950/51 - 1951/52 - 1952/53

## التاريخ
كانت لعبة الهوكي تمارس من بداية العقد الثالث من القرن العشرين وكانت الفرق تابعة لمدارس وليس هناك نادي رياضي له فريق للهوكي فكانت ابرز من يمارس اللعبة في بداية الثلاثنيات فرق مدارس الامبريال والسعيدية والتوفيقية والابراهيمية بالإضافة لفرق القوات البريطانية.
في عام 1936 كان اسطورة الاهلي محمود مختار التتش أحد أعضاء الفريق المصري لكرة القدم المشارك في اولمبياد برلين 1936 وهناك شاهد التتش لعبة الهوكي والتي كانت تشبه كرة القدم ولكن تمارس بالمضارب وبكرة حجمها اقل من كرة القدم وعند عودته الي مصر. بدء التتش في تكوين أول فريق للنادي الاهلي للهوكي، ولم يجد امامه الا بعض لاعبي كرة القدم المعتزلين وبعد الرياضيين الذين تشجعوا لممارسة اللعبة حديثة العهد في مصر، لـ يكون أول نادي مصري علي الإطلاق ينشأ فريق للعبه؛ وبتشكيل كامل من اللاعبين المصريين.
وكان أول فريق للاهلي يضم كل من محمود مختار التتش ومراد فهمى ومحمد فهمي ومحمد رسمي وعدلي يكن ومختار قطب وعلي الحمامصي.

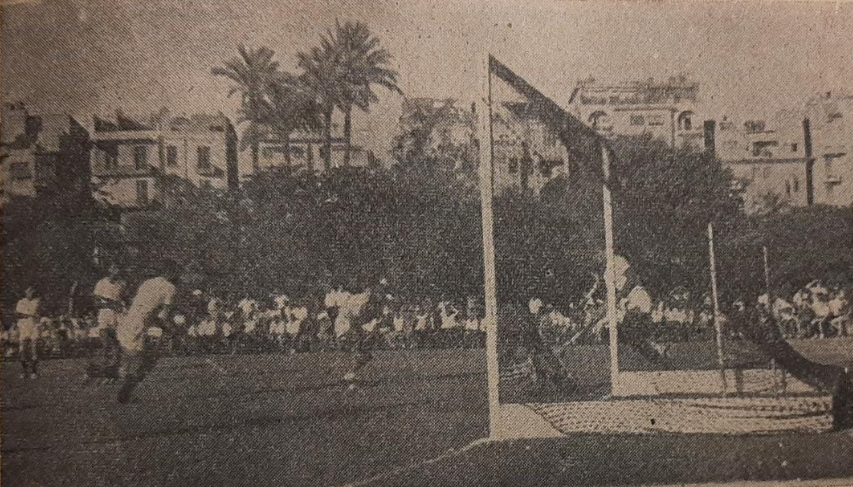
جماهير الاهلي اثناء مشاهدة احدي مباريات الهوكي في الاربعينات

وبذلك في نهايات عام 1936 انضمت رسميا لعبة الهوكي لقائمة العاب النادي الاهلي للرياضة البدنية وتم تجهيز ملعب خاص باللعبة في فرع النادي بالجزيرة.
في عام 1937 حيث لم يكن هناك بطولات رسمية أو بطولات منتظمة للهوكي فكان نشاط فريق الاهلي يقتصر علي مواجهة فرق المدارس وفرق القوات البريطانية وفي نفس العام واجهة الاهلي فريق مدرسة السعيدية والذي استطاع الفوز علي الاهلي 4-1 ونال هذا الفريق اعجاب التتش قائد الفريق الاهلاوي فعرض عليهم الانضمام لفريق الاهلي
وبذلك تصبح هذه النقطة بداية الانطلاقة لفريق الاهلي للهوكي الذي أصبح مزيج بين لاعبين كبار وشباب حديث العهد وكان الفريق يضم عبد المنعم السبكي وصلاح حبيب وتوفيق عبد الهادي وعبد العزيز سليمان واحمد اباظة ويسري اباظة وقدري اباظة وكمال خليل ومحمود رافت وصلاح عبد الحافظ وسعيد عبد الحافظ.
في خلال الفترة من 1937 حتي بداية الاربعينات كان نشاط الفريق يقتصر علي المواجهات الودية مع الفرق الاجنبية مما ساعد الفريق علي اكتساب مهارات اللعبة نظرا للمستوي التنافسي العالي وخلال هذه الفترة كانت هناك بطولة وحيدة وهي كأس كحيل ولوكر وهي بطولة خاصة بالمدارس مما يمنع اشتراك النادي الاهلي بها.
في عام 1942 بالتحديد في شهر ديسمبر تم تاسيس الاتحاد المصري للهوكي علي يد أحد أبناء الاهلي وهو محمد صبحي الاتربي والذي سميت بطولة المملكة علي اسمه فيما بعد. وواصل الأهلي بذلك مسيرته الوطنية التي بدأت منذ العقد الثاني للقرن الماضي في تمصير الرياضات؛ والإتحادات الرياضية المصرية.
- الاتربي كان عضو الجنة التنفيذيه وعضو الجنة العليا وسكرتير الأهلي في الفترة بين 1922-1928-
وتم تنظيم بطولة المملكة - التي تعادل بطولة الدوري - لأول مرة في موسم 1942/1943 ووصل الاهلي للمباراة النهائية ولكنه لم يحقق اللقب ولكن في العام التالي كان المارد الاحمر علي موعد مع تحقيق أول بطولة رسمية في تاريخه بعد ان فاز في المباراة النهائية علي فريق فاروق بنتيجة تاريخية قوامها 7-0 وبذلك كانت بطولة المملكة 1944 هي اولي بطولات الاهلي لتتوالي البطولات فيما بعد.
الاهلي لم يفرض سيطرته فقط علي بطولة المملكة ولكن أيضا كان المسيطر علي بطولة منطقة القاهرة والتي كانت تلعب علي كاس نديم. وكانتا البطولتين الوحيدتين الرسميتين للعبه في مصر وقتها.

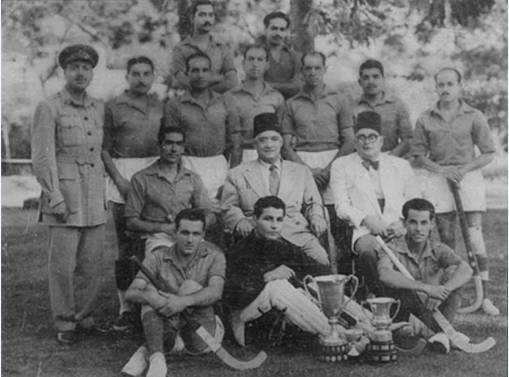
الفريق الاول للاهلي في الخمسينات متوجا ببطولة المملكة وبطولة القاهرة

بطولة المملكة في اربعينات وخمسينات القرن الماضي كانت تضم فرق مثل الاهلي ونادي فاروق والترسانة والمصري السكندري وفريق القوات البريطانية ونادي الجزيرة ونادي السكة الحديد ونادي ايبيس البورسعيدي ونادي إسماعيل ونادي يونان اسكندرية والترام والبوليس
واصل الاهلي في الخمسينات السيطرة علي مقاليد البطولات سواء بطولة المملكة أو بطولة القاهرة وكان منتخب مصر للهوكي الذي شارك في بطولات عديدة ابرزها بطولة دورة العاب البحر المتوسط مكونا من النادي الاهلي بالكامل وكان ابرز لاعبين الاهلي في هذه الفترة مصطفي كمال وعبد العزيز شكر الله ومحمد الزند ويوسف أبو العز ومصطفي حمدي ونبيل شتا وحمدي عزام ومحمود الزغبي وإسماعيل عبد الفتاح وعبد العزيز سلامة ومحمد علي الزهر وجرجس إبراهيم ورؤوف عزت وعباس عرفات.

## الغاء نشاط اللعبة بالنادي
مع بداية ستينات القرن العشرين ترك احمد عبود باشا منصبه كرئيس للنادي الاهلي بعد ضغط من الحكومة المصرية وتم تعيين صلاح الدسوقي الذي تدهور وضع النادي الاهلي في فترة رئاسته علي صعيد كافة الألعاب بما فيها كرة القدم؛ وعاني النادي خلال تلك الفترة ماديا بشكل كبير ونظرا لتدهور الاوضاع الاقتصادية بشكل عام في الستينيات نظرا للتوترات السياسية لمصر وتهديدات الحرب مع أكثر من دولة وسوء إدارة صلاح الدسوقي لمنظومة الاهلي بشكل عام فدخل الاهلي في نفق مظلم وتعثر ماليا بشكل كبير مما اثر علي الاهلي في كل الالعاب بما فيهم كرة القدم وهي الأشهر في مصر وابتعد الاهلي عن البطولات في كل الالعاب ولم يري الاهلي النور الا باقالة صلاح دسوقي وتعيين الفريق عبد المحسن مرتجي رئيسا للاهلي ولكن سوء وضع النادي ماليا كان سبب في ترشيد النفقات والغاء بعض الالعاب مثل الهوكي وهوكي الانزلاق والمصارعة والملاكمة ورفع الاثقال والجمباز والبلياردو وتم بعد ذلك الغاء ملعب الهوكي بالنادي وبناء المبني الإداري الحالي بفرع الجزيرة مكان ملعب الهوكي الذي كان شاهدا علي أول واقوي فريق مصري للهوكي.

## المواجهات الخارجية للفريق

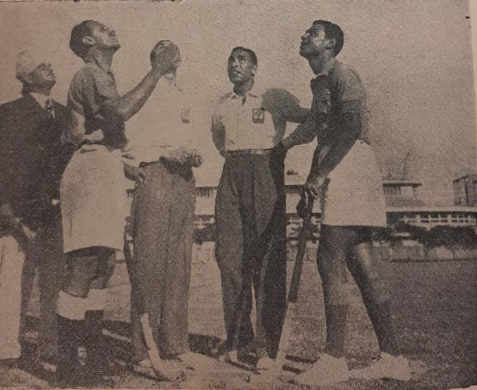
مواجهة الاهلي والقوات الهندية التي انتهت بفوز الاهلي ٣-١

رغم سيطرة الاهلي المحلية علي البطولات المصرية ولكن كانت المواجهات بين الاهلي والفرق الاجنبية محل اهتمام كبيرة نظرا لتنافسية المباريات.
وكانت سنويا تقام مباراة بين الاهلي ومنتخب القوات البريطانية المتواجد في القاهرة وكانت دائما تشهد هذه المباراة التي تقام مرة في أبريل ومرة في ديسمبر ندية شديدة بين الفريقين وقد حقق الاهلي بها العديد من الانتصارات علي الفريق البريطاني.
اما عن المواجهة الأهم فكانت امام فريق القوات الهندية أحد اقوي الفرق في العالم وقتها والذي حل ضيفا علي مصر في عام 1944 وقبل المجئ الي مصر كان الفريق قد لعب 32 مباراة فاز بيها جميعا.
وكانت المفاجأة الكبيرة حين واجهة الاهلي الفريق الهندي علي ملعب الاهلي ووسط حضور جماهيري غفير وتفوق الاهلي بنتيجة 3-1 وكانت تلك المباراة الوحيدة التي خسرها الفريق.

## رحلة الأهلي إلي أوروبا
نظرا لتفوق فريق الهوكي بالأهلي بشدة في الأربعينات والخمسينات؛ سعي النادي إلي زيادة الإحتكاك لرفع مستوي الفريق أكثر؛ عن طريق الإحتكاك بمدارس أوروبية. فـ سافر الفريق للعب دوره ودية في قبرص في مطلع يوليو 1952؛ حيث لعب مع فريق نيفوسيا بطل قبرص وهزمه 2-1 ولعب ثلاثة مباريات أخري غير تلك المباراة؛ فاز فيها بأثنتين وخسر واحده.

## الاهلي وتأثيره (عالميا) لـ منتخب مصر للهوكي
كان للأهلي تأثير كبير علي صعيد تتويح منتخب مصر للعبه بإنجازات طيبه علي الصعيد الإقليمي والعالمي. ففاز منتخب مصر للهوكي بذهبيتي بطولتي دورة ألعاب المتوسط في عامي 1955 برشلونه و1963 بنابولي. وكان تشكيل المنتخب في 1955 بالكامل من الأهلي؛ حيث ضم وقتها 10 لاعبين من أصل 12 شكلوا أفراد المنتخب حينها (تم ضم لاعب من الزمالك وأخر من السكة). وذات الحال تقريبا في عام 1963.

## فريق سيدات هوكي الأهلي
في ذات التوقيت الذي أسس فيه النادي الأهلي فريقا للهوكي للرجال؛ أسس فريقا أخري للعبه علي صعيد السيدات؛ لـ يكون أيضا أول نادي مصري يمتلك فريق سيدات للعبه
و نظرا لعدم وجود نشاط للعبه في مصر للسيدات في تلك الحقبة الزمنيه؛ كان فريق هوكي الأهلي للسيدات والذي تم تكوينه من عضوات النادي ولاعبات الألعاب الأخري. يتباري مع فرق الرجال؛ لعدم وجود إمكانية للعب مباريات ضد فريق سيدات في مصر حينها. وبقي نشاط فريق السيدات لعديد من السنوات قبل أن يتم إلغاءه لعدم وجود أي منافسات رسمية.

## اللاعبون البارزون
الثلاثنيات  
محمود مختار التتش ومراد فهمى ومحمد فهمي ومحمد رسمي وعدلي يكن ومختار قطب وعلي الحمامصي
الاربعينات 
عبد المنعم السبكي وصلاح حبيب وتوفيق عبد الهادي وعبد العزيز سليمان واحمد اباظة ويسري اباظة وقدري اباظة وكمال خليل ومحمود رافت وصلاح عبد الحافظ وسعيد عبد الحافظ واحمد معروف وجمال عبد الرحمن ورأفت رءوف والمسيري ودرويش
الخمسينات والستينات 
مصطفي كمال وعبد العزيز شكر الله ومحمد الزند ويوسف أبو العز ومصطفي حمدي ونبيل شتا وحمدي عزام ومحمود الزغبي وإسماعيل عبد الفتاح وعبد العزيز سلامة وجرجس إبراهيم ورؤوف عزت وعباس عرفات وزكي مراد وماهر فطين وعلي الزمر وعزيز الدين الحسيني وعمر سامي والزمر ومحمد الدرندلي

## الشعار
في 3 نوفمبر 1917 م، قام محمد شريف صبري بك عضو النادي وخال الملك فاروق بتصميم أول شعار للأهلي، وكان عبارة عن شكل بيضاوي مزين بتـاج الملك المصري في الطرف الأعلى وهو يرمز للحكم الملكي بمصر آنذاك، وفي الأسفل كتب (النادي الأهلي)، وفي الوسط كان النسر المحلق، وفي عام 1952 م وعقب قيام ثورة يوليو وتغيير رمز الدولة رفع الأهلى التاج عن شعاره، واقتصر على النسر. وبعدها أعلن الرئيس جمال عبد الناصر قبوله الرئاسة الشرفية للنادي الأهلي في 17 يناير عام 1956 م؛ تقديرًا للدور الوطني الذي لعبه الأهلي في مساندة الثورة وتدريب الفدائيين، وقد تم الإعلان عن الشعار الثالث في مئوية تأسيس الأهلي في 2007 م حيث تم تغييره قليلًا وأضيفت عبارة (نادي القرن) أسفله باللغة الإنجليزية.

من 1907 إلى 1952 م
من 1952 إلى 2007 م
الشعار الحالي للأهلي منذ 2007 م

## رؤساء النادي
| الرقم | الاسم                               | من             | إلى            |
| ----- | ----------------------------------- | -------------- | -------------- |
| 1     | ميشيل إنس                           | 24 إبريل 1907  | 01 إبريل 1908  |
| 2     | عزيز عزت باشا                       | 02 إبريل 1908  | 09 فبراير 1916 |
| 3     | عبد الخالق ثروت باشا                | 09 فبراير 1916 | 14 فبراير 1922 |
| 4     | جعفر والي باشا                      | 14 فبراير 1922 | 07 يوليو 1940  |
| 5     | أحمد فؤاد أنور "قائم باعمال الرئيس" | 07 يونيو 1940  | 02 نوفمبر 1941 |
| –     | جعفر والي باشا                      | 03 نوفمبر 1941 | 02 يناير 1944  |
| 6     | أحمد حسنين باشا                     | 03 يناير 1944  | 19 فبراير 1947 |
| 7     | أحمد عبود باشا                      | 19 فبراير 1947 | 19 ديسمبر 1961 |
| 8     | صلاح الدين الدسوقي                  | 03 ديسمبر 1962 | 15 ديسمبر 1965 |
| 9     | الفريق عبد المحسن مرتجي             | 15 ديسمبر 1965 | 13 يوليو 1967  |
| 10    | دكتور إبراهيم كامل الوكيل           | 18 يوليو 1967  | 8 يوليو 1971   |
| –     | الفريق عبد المحسن مرتجي             | 08 يوليو 1971  | 12 ديسمبر 1980 |
| 11    | صالح سليم                           | 12 ديسمبر 1980 | 16 ديسمبر 1988 |
| 12    | محمد عبده صالح الوحش                | 16 ديسمبر 1988 | 06 فبراير 1992 |
| –     | صالح سليم                           | 06 فبراير 1992 | 06 مايو 2002   |
| 13    | حسن حمدي                            | 06 مايو 2002   | 29 مارس 2014   |
| 14    | المهندس محمود طاهر                  | 29 مارس 2014   | 30 نوفمبر 2017 |
| 15    | محمود الخطيب                        | 1 ديسمبر 2017  | إلى الآن       |

## وصلات خارجية
- الموقع الرسمي للنادي الأهلي

لم يتم العثور على روابط لمواقع التواصل الاجتماعي.